# XIII съезд КПК
XIII съезд Коммунистической партии Китая проходил с 25 октября по 1 ноября 1987 года в Пекине.
На съезде присутствовало 1936 делегатов и 61 специально приглашённый делегат при численности КПК на тот момент 46 млн человек.
На съезде обсуждались как теоретические положения социализма с китайской спецификой, так и практические вопросы развития страны. Констатировалось, что китайское социалистическое общество находится на начальном этапе. Развитие общества должно базироваться на четырёх основных принципах (твёрдое отстаивание социалистического пути, демократической диктатуры народа, руководства КПК, марксизма-ленинизма и идей Мао Цзэдуна), при этом в центре внимания должно быть экономическое строительство.
В докладе Чжао Цзыяна содержался принципиальный вывод о том, что в процессе развития марксизма «неизбежно приходится отказываться от отдельных положений наших предшественников, несущих в себе ввиду исторической ограниченности утопические элементы, отрекаться от догматического понимания марксизма и ошибочных выводов, приписанных марксизму, в соответствии с новой практикой давать новое развитие теории социализма».
Был принят план стратегических действий и реформ в области развития экономики, который включал три этапа:
1. Увеличение ВВП в два раза по сравнению в 1980-м годом и обеспечение всего населения продуктами и одеждой.
2. Увеличение ВВП ещё в два раза к концу века.
3. Достижение к середине XXI века среднедушевого дохода на уровне среднеразвитых стран.

Были проведены выборы руководящих органов: Центрального Комитета КПК, Центральной комиссии советников и Центральной комиссии по проверке дисциплины.
В состав вновь избранного ЦК КПК вошли 175 членов и 110 кандидатов в члены ЦК КПК. Пленум ЦК на своём первом заседании избрал Чжао Цзыяна Генеральным секретарём ЦК КПК, Чжао Цзыян, Ли Пэн, Цяо Ши, Ху Цили и Яо Илинь были избраны членами Постоянного комитета Политбюро ЦК КПК, Дэн Сяопин — Председателем Военного совета ЦК КПК. Председателем Центральной комиссии советников был избран Чэнь Юнь, первым секретарём Центральной комиссии по проверке дисциплины избран Цяо Ши.

## Политреформа
Вопросы политической реформы стали предметом специального рассмотрения съезда.
Решения XIII съезда КПК (октябрь 1987 года), казалось, открывали путь политическим реформам в Китае. Съезд подчеркнул необходимость проведения демократических выборов. Однако на следующем XIV съезде КПК (1992 г.) вопросы разделения функций партии и правительственных органов были изъяты из программы реформы политической системы — в связи с тем потрясением, которые вызвали трагические события на площади Тяньаньмэнь в 1989 г. В материалах XV и XVI съездов КПК (1997 г. и 2002 г.) вновь подчеркивается важность постепенного и упорядоченного осуществления политических реформ.